# 薄井美樹
薄井 美樹  (うすい みき、1994年2月11日 -）は、日本のタレント、レースクイーン。

## 来歴・人物
2018ミス・ユニバースジャパンに出場した経験がある。「資料理」に出演している。
趣味・特技は、料理、カラオケ、手芸、ドライブ、タピオカ巡り、お菓子作り、平泳ぎ、歌、上段回し蹴り。

## 活動

### レーシングクイーン活動
- 2019 SUPER GT300 植毛GO&FUN[4][信頼性要検証]

### イベントコンパニオン
- 2018 ミス・ユニバース・ジャパン

## 出演

### TV
- 液体グルメバラエティー たれ（テレビ東京・2017年）[5]
- 邪道だらけの夜の大運動会2018(2018年4月30日、AbemaTV）[6]
- 舌恋 (2018年8月28日、AbemaTV)
- オールスター感謝祭2019秋（TBSテレビ・2019年9月28日）- 長谷川麻衣、中村星来等と共にスタジオアシスタントとして出演[7]

### ラウンドガール
- RISE 125(2018年6月17日)[Unit 1]
- RISE 129(2018年11月17日)[Unit 2]

### WEB
- 絶品パン＆ケーキでパーティー準備はばっちり！ 街中もすいすいの1Dayドライブ～千葉ベイエリア編～（2019年8月30日、ウォーカープラス）[10]
- 360°まる見え! VRアイドル水泳大会（2019年9月13日、フジテレビオンデマンド）[11]

### ユニットメンバー
1. ↑  椿原愛、三間エレナ、菅原樹里亜、栄木明日香、森脇亜紗紀、山本成美[8]
2. ↑  椿原愛、三間エレナ、菅原樹里亜、栄木明日香、森脇亜紗紀[9]